# 卡斯泰克 (加利福尼亞州)
卡斯泰克（英語：Castaic）是位於美國加利福尼亞州洛杉磯縣的一個人口普查指定地區。

## 地理
卡斯泰克的座標為34°28′15″N 118°37′41″W / 34.47083°N 118.62806°W，而該地最高點為海拔高度390米（即1280英尺）。

## 人口
根據2010年美國人口普查的數據，卡斯泰克的面積為18.851平方千米，當中陸地面積為18.806平方千米，而水域面積為0.045平方千米。當地共有人口19015人，而人口密度為每平方千米1,008人。